# Cylichna zelandica
Cylichna zelandica es una especie de molusco gasterópodo de la familia Cylichnidae.

## Distribución geográfica
Se encuentra  en Nueva Zelanda.